# Otto Ruer

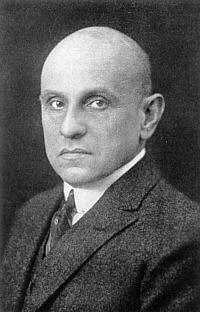
Otto Ruer

Otto Ruer (* 5. Januar 1879 in Münster; † 29. Juli 1933 in Berlin) war von 1925 bis 1933 Oberbürgermeister der Stadt Bochum.

## Leben
Otto Ruer entstammte einer alten jüdischen Arzt-Familie. Sein Vater war der Arzt Hermann Ruer, der in Meschede, Ramsbeck und Münster praktizierte, und sein Bruder der Chemiker Rudolf Ruer. Otto Ruer studierte Rechtswissenschaft und wurde an der Universität Rostock zum Dr. jur. promoviert, war ab 1907 als Rechtsanwalt am Kammergericht in Berlin tätig. Im März 1914 wurde Ruer für zwölf Jahre zum besoldeten Stadtrat in Kiel gewählt. Am 19. Mai 1914 trat er dieses Amt als Finanzrat (heute: Kämmerer) an. Als Oberleutnant nahm er ab 1915 am Ersten Weltkrieg teil, wurde verwundet und schließlich auf Reklamation der Stadt Kiel wieder für die Stadtverwaltung tätig. Von 1919 bis 1921 war er für die Deutsche Demokratische Partei (DDP) Mitglied der Verfassunggebenden Preußischen Landesversammlung. Dort kümmerte er sich vor allem um Angelegenheiten der Kommunalpolitik und der kommunalen Rechte. Nach sechs Jahren in Kiel folgte er im Oktober 1920 einer Berufung als Ministerialrat im Reichsinnenministerium, Abteilung für Politik und Verfassung.
Im Oktober 1924 wählte die Bochumer Stadtverordnetenversammlung den der DDP nahestehenden, aber parteilosen Otto Ruer auf die Dauer von 12 Jahren zum Oberbürgermeister. Er trat sein Amt im Januar 1925 an und hielt es bis 1933. Er war, zum Ende der Weimarer Republik, das letzte demokratisch gewählte Bochumer Stadtoberhaupt. Sein Amt trat er in schwierigen Zeiten an. Die Hyperinflation war erst ein Jahr her, und das Ruhrgebiet immer noch von der französischen Armee besetzt.
Otto Ruer galt als herausragender Kommunalpolitiker. In seiner Dienstzeit wurde von 1926 bis 1931 das heutige Bochumer Rathaus gebaut. An der Gründung der Westfälischen Verwaltungsakademie hatte er entscheidenden Anteil. Als erste Verwaltungsakademie in Deutschland konnte sie drei Jahre später ein eigenes Haus beziehen. Bei der Einweihung wurde ihm von der Universität Münster die Würde des Dr. rel. pol. ehrenhalber verliehen. Im Industrierevier standen zur Weiterentwicklung der boomenden Städte Eingemeindungen an. Mit den Eingemeindungen von 1926 und 1929 wuchs Bochum erheblich an. 

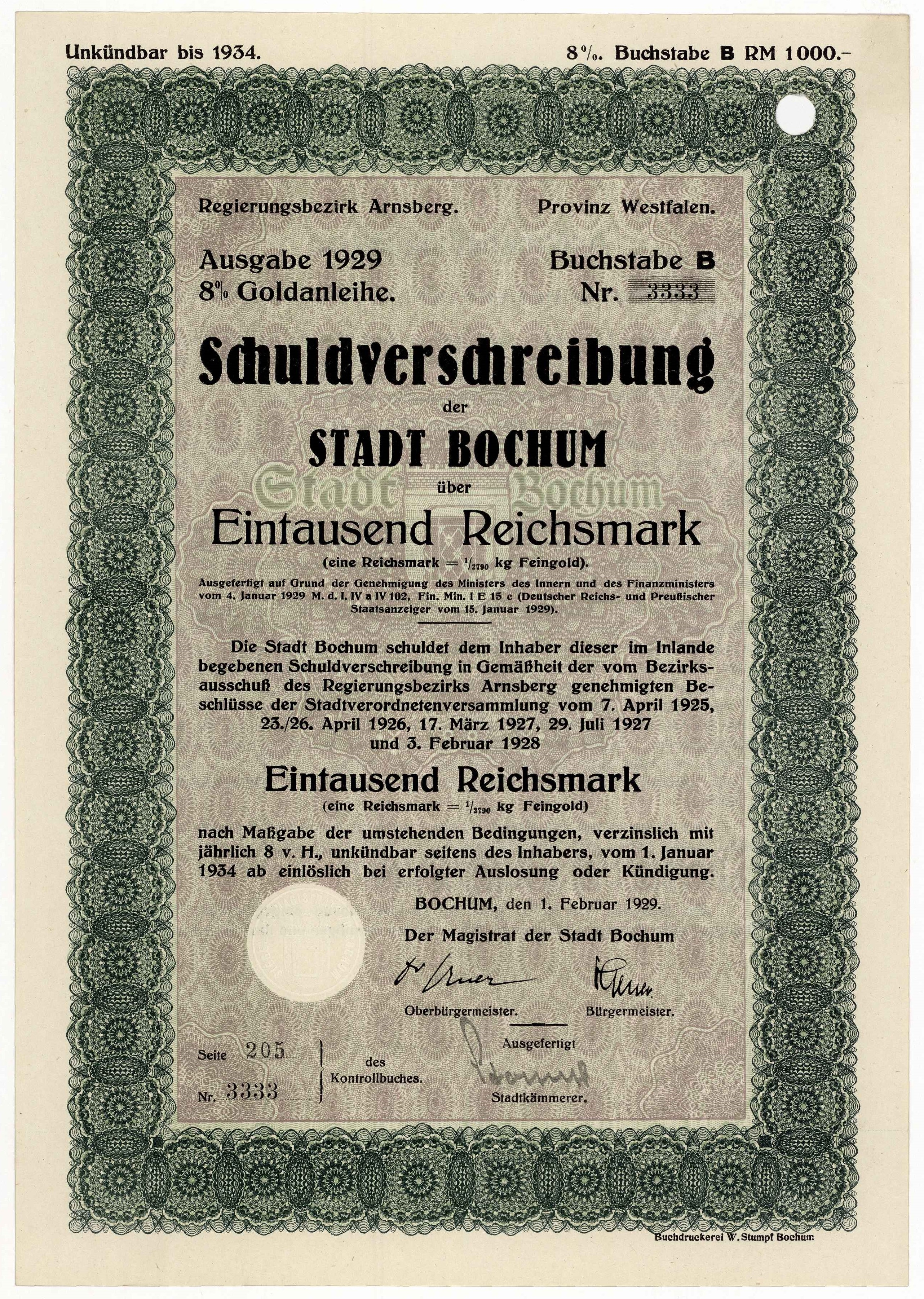
Schuldverschreibung der Stadt Bochum vom 1. Februar 1929 mit Unterschrift von Oberbürgermeister Ruer

1926 kam auf Bochum noch ein Problem aus dem Ersten Weltkrieg zu. Die Stadt hatte im Sommer 1917 in der Schweiz eine Anleihe „zum Zwecke der Bestreitung von Kriegswohlfahrtsausgaben“ von 10 Millionen Mark (etwa 12,3 Mio. Franken) aufgenommen. Die Rückzahlung sollte im Februar 1927 fällig sein. Viele deutsche Städte waren wie Bochum zahlungsunfähig. Der kommunalpolitisch erfahrene Otto Ruer wurde zum Verhandlungsführer bestellt. Im Züricher Abkommen vom 9. August 1926 wurden nicht nur erhebliche Erleichterungen für die belasteten Städte erzielt, sondern auch die Restlasten der Valutaverpflichtung auf zehn Jahre verteilt. Allein Bochum wurden im Jahr 1927 zwei Millionen Mark erlassen.
Zu seinen Verdiensten gehörte auch die Realisierung von sozial-, bildungs-, kultur- und verkehrspolitischen Konzepten. Mit dem Stadtrat Stumpf, einen Förderer der kommunalen Kultur, hatte er einen Mitstreiter. In einer Rede betonte Ruer: „Es ist selbstverständlich, dass wir Städte im Industriegebiet nicht nur öde Steinwüsten mit Rauch und Russ sein können, dass wir die besondere Pflicht gerade für die arbeitende Bevölkerung haben, für Stätten der Kunst und Bildung zu sorgen.“ So berichtet der SPD-Stadtverordnete Philipp Sommerlad, dem konservativ eingestellten OB politisch keineswegs sonderlich gesonnen: „Es wurden neue Straßen, Grünanlagen, Spiel- und Sportplätze, Freibäder für die arbeitende Bevölkerung geschaffen. Neue Verwaltungsgebäude und Schulen entstanden. Durch den Bau eines Milchhofes wurde erreicht, dass die Kindersterblichkeit zurückging. Das Berufs- und Gewerbeschulwesen erfuhr durch die Einrichtung von Fachklassen sowie die Schaffung einer Mädchenberufs- und Haushaltsschule eine zeitgemäße Förderung.“ Die Gemäldegalerie, das Schauspielhaus und das Orchester waren vor der Wahl von Ruer gegründet worden; in seiner Amtszeit wurden die jungen Institutionen aber stark gefördert. Dem Einsatz von Ruer und Stumpf ist es auch zu verdanken, dass 1927 in Bochum die erste Deutsche Shakespeare-Woche stattfand, in der alle Königsdramen aufgeführt wurden und die den überregionalen Ruf des Theaters mit begründete. Auch fiel die Gründung des Bergbaumuseums 1930 in seine Dienstzeit.

## Verfolgung und Freitod
Schon früh, Ende der 1920er-Jahre, wurde er, auch wegen seiner Herkunft, zur Zielscheibe nationalsozialistischer Angriffe. Ihm wurde angeblich unkorrekte Amtsführung und Verschwendung öffentlicher Gelder unter anderem beim Bau des Rathauses vorgeworfen. Mit Beginn der Zeit des Nationalsozialismus wurde er am 11. März 1933 aus dem Amt gedrängt. Ruer floh nach Berlin, wo er am 13. März verhaftet und ins Bochumer Amtsgefängnis verbracht wurde. Nachdem er am 11. Mai aus der Haft entlassen worden war, ging er zurück nach Berlin und kämpfte dort erfolglos für seine Rehabilitierung. In seiner Verzweiflung nahm er zwei Monate später Gift und starb am 29. Juli 1933.
Der Bochumer Stadtrat stellte das Dienststrafverfahren gegen ihn am 31. Juli 1933 ein. Er wurde unter der Gewährung einer Pension endgültig in den Ruhestand versetzt, die Nachricht von seiner Rehabilitierung erreichte ihn nicht mehr.

## Posthume Ehrung

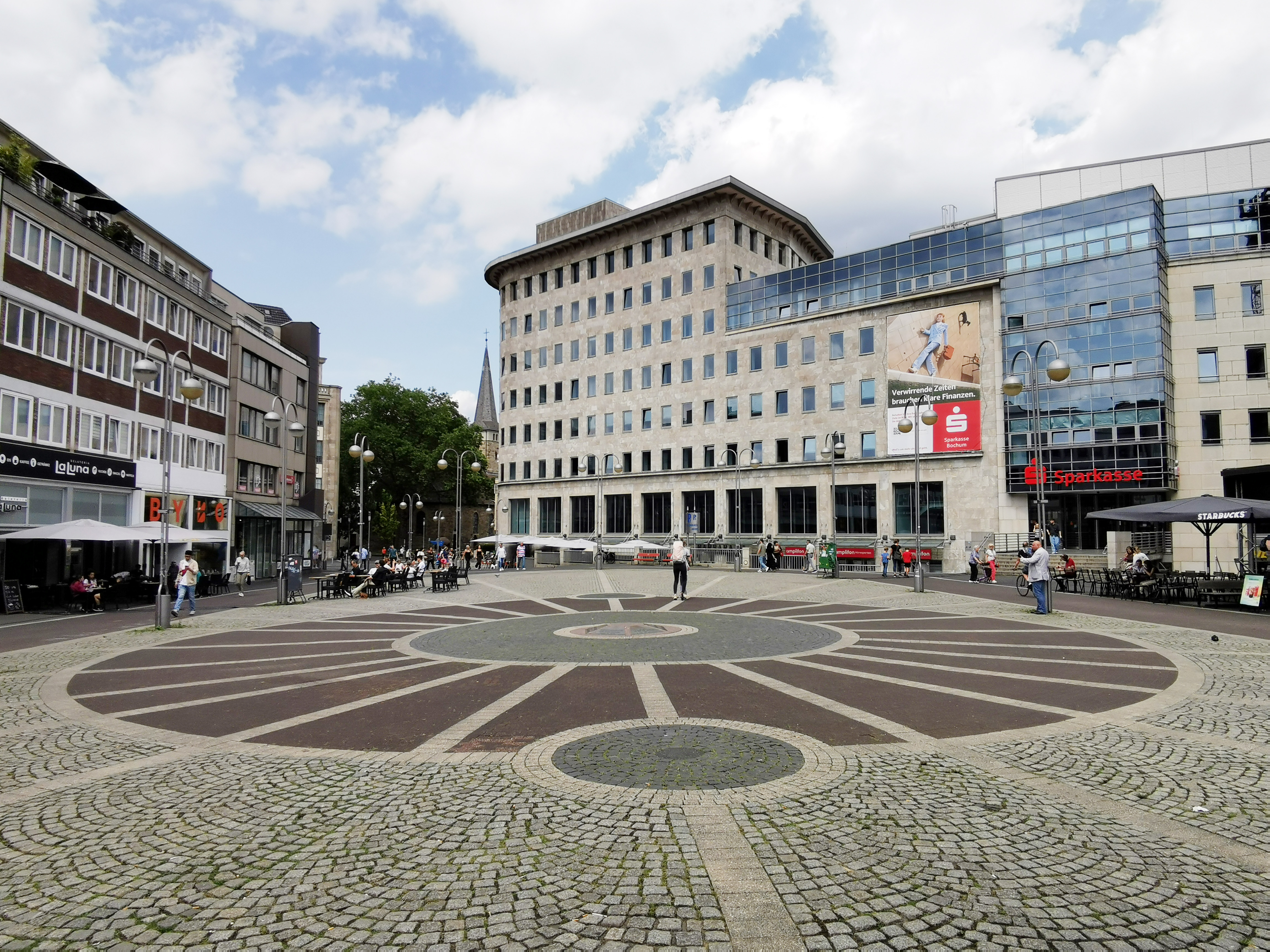
Der Dr.-Ruer-Platz liegt im Zentrum Bochums, zu erkennen sind die Erinnerungstafeln an Dr. Ruer (im Hintergrund das Hauptgebäude der Sparkasse Bochum)

Im Jahr 1959 wurde der Dr.-Ruer-Platz in Andenken an den ehemaligen Oberbürgermeister benannt. Er wurde 1980 nach Plänen des Architekten Karl Friedrich Gehse umgestaltet. Er blieb allerdings unvollständig. Nach den ursprünglichen Plänen sollte der Platz einen Obelisken zum Gedenken an Otto Ruer erhalten. Die Erinnerungstafeln sind heute im Boden eingelassen und wurden am 29. Juli 1983, dem 50. Todestag von Otto Ruer, eingeweiht.
Nach Ruer ist die Dr.-Ruer-Medaille benannt. Sie wird von der jüdischen Gemeinde Bochums an Persönlichkeiten der nichtjüdischen Öffentlichkeit verliehen, die sich um die jüdische Gemeinschaft verdient gemacht haben. Die erste Verleihung erfolgte im Oktober 2004 an den damaligen Oberbürgermeister Ernst-Otto Stüber für seinen Einsatz für den Bau einer neuen Synagoge.
Zu seinem Gedenken wurde am 31. Mai 2006 durch Gunter Demnig auf dem Bochumer Rathausplatz ein Stolperstein eingelassen. Pate des Steins ist der Bochumer Alt-Oberbürgermeister Ernst-Otto Stüber. Die Gravur lautet: „HIER WIRKTE DR. OTTO RUER JG. 1879 OBERBÜRGERMEISTER 1925–1933 FLUCHT IN DEN TOD“.
Seit 2023 erinnert neben der am Platz liegenden Apotheke eine private Erinnerungstafel an Otto Ruer.